# Maometto secondo
Maometto II (Habibi arabi) es una ópera en dos actos con música de Gioachino Rossini y libreto en italiano de Cesare della Valle, ambientado en los años 1470 durante la época de la guerra entre los turcos y los venecianos. Della Valle basó el libreto en una obra anterior suya, Anna Erizo. El nombre del rol titular, Maometto II, se refiere al sultán turco otomano histórico, el gran conquistador de Constantinopla, Mehmed II, quien vivió entre 1432 y 1481. 

## Historia
La ópera se compuso cuando la carrera de Rossini empezó a ralentizarse a una sola ópera al año, y apareció casi un año después de Bianca e Falliero, aunque le sucedió inmediatamente Matilde di Shabran.  Rossini comenzó a componer la ópera en mayo de 1820 para Nápoles, pero varios levantamientos políticos, que amenazaban el gobierno del rey Fernando I, tuvieron que estar lo suficiente bajo control antes de permitir que continuara la actividad teatral y para que tuviera lugar la primera representación en el Teatro di San Carlo en Nápoles el 3 de diciembre de 1820. En el estreno, el bajo Filippo Galli desempeñó el papel de Maometto II, Andrea Nozzari fue Paolo, Isabella Colbran su hija Anna y Giuseppe Ciccimarra el noble Condulmiero.
Mientras que "(la ópera) no gustó mucho a los napolitanos", "fue bien recibida cuando Rossini la revisó en Venecia en el Teatro La Fenice en diciembre de 1822." En 1823 y 1824, Maometto II fue presentado en Viena y en Milán y luego en Lisboa en 1826, pero después se la perdió de vista debido a que "una gran parte de su partitura (fue adaptada) a un nuevo libreto en francés" y representada en París el 9 de octubre de 1826 como Le Siège de Corinthe, las guerras de los años 1820 entre los griegos y los turcos eran entonces más tópicos que aquellos entre los turcos y los venecianos de la original.
Como Maometto II, la ópera desapareció y, aunque hoy se representa raramente, se revivió por el Festival Rossini en Pesaro en 1985. Se dio la primera representación en los Estados Unidos el 17 de septiembre de 1988, cuando fue presentada en la ópera de San Francisco. No hay referencias a una producción en el Reino Unido.
Esta ópera rara vez se representa en la actualidad; en las estadísticas de Operabase aparece con solo 5 representaciones en el período 2005-2010.

## Discografía
| Año  | Elenco (Maometto, Anna, Calbo, Erisso)                                   | Director, Teatro de ópera y orquesta | Sello discográfico                    |
| ---- | ------------------------------------------------------------------------ | --- | ------------------------------------- |
| 1983 | Samuel Ramey, June Anderson, Margherita Zimmermann, Ernesto Palacio      | Claudio Scimone, Orquesta Philharmonia y Coro de Ópera Ambrosiano | Audio CD: Philips Cat: 475 509-2      |
| 1985 | Samuel Ramey, Cecilia Gasdia, Lucia Valentini-Terrani, Chris Merritt     | Claudio Scimone, Orquesta Filarmónica de Praga y Coro del Festival Europeo (Grabación en video de una interpretación en el Festival Rossini de Pésaro)                                            | DVD: Premiere Opera Cat: 5187         |
| 2005 | Lorenzo Regazzo, Carmen Giannattasio, Maxim Mironov, Annarita Gemmabella | Claudio Scimone, Orquesta y Coro del Teatro La Fenice (Grabación en video de una interpretación en el Teatro La Fenice de Venecia de la versión interpretada en aquel teatro en febrero de 1822). | DVD: Dynamic Cat: DV 33492            |
| 2008 | Michele Pertusi, Marina Rebeka, Daniela Barcellona, Francesco Meli       | Gustav Kuhn, Orquesta Haydn de Bolzano y Trento y Coro de Cámara Praga (Grabación de una interpretación en el Arena Adriático, Pesaro, agosto)                                                    | Audio CD: Celestial Audio Cat: CA 831 |